# Aéroport de Bonaventure
L'aéroport de Bonaventure est situé à 3 km au nord-est de Bonaventure, dans la région de la Gaspésie, au Québec au Canada. L'aéroport appartient au réseau Transports Québec. Il permet d'assurer le transports de passagers et de marchandises.

## Ligne aérienne et destinations
| Ligne aérienne  | Destinations                                          |
| --------------- | ----------------------------------------------------- |
| Pascan Aviation | Îles-de-la-Madeleine, Montréal (Saint-Hubert), Québec |